# Sistema Integrado de Transporte Misionero
El Sistema Integrado de Transporte Misionero es el sistema de autobús de tránsito rápido que funciona en la ciudad de Posadas, Provincia de Misiones, Argentina y sus alrededores.
El sistema se caracteriza por la implementación de estaciones de integración, donde confluyen las líneas de colectivos desde los distintos barrios, en donde los pasajeros, con un único boleto, pueden efectuar distintas combinaciones hacia el destino final elegido, mediante unidades de dimensiones especiales, denominadas líneas troncales.

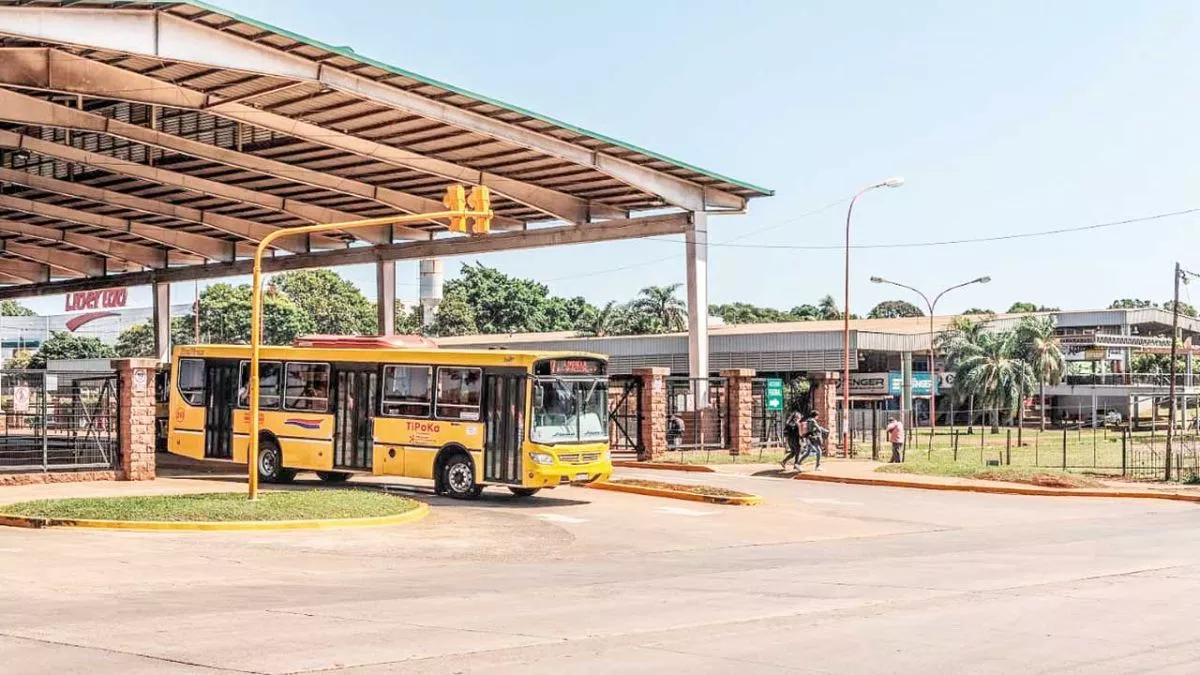
Terminal Quaranta de Posadas

La primera de las tres terminales de integración de Posadas se llama «Campus UNaM», por estar próxima a la Universidad Nacional de Misiones, y articula el transporte correspondiente al corredor sur de la capital, que reúne el 60 por ciento de los pasajeros. En esta terminal confluyen los colectivos alimentadores, inclusive los procedentes de los municipios de alrededores como Garupá y Candelaria. El pasajero que va al centro de Posadas toma en su barrio el colectivo que lo lleva a la terminal de integración; allí, sin pagar un nuevo boleto, toma uno de los ómnibus que van al centro. Estos vehículos, los troncales, son más grandes que los alimentadores con capacidad para 150 pasajeros, con aire acondicionado y cumplen las normas que limitan la emisión de gases.
Los ómnibus troncales circulan por carriles exclusivos.
Así, la ciudad de Posadas se convierte en la primera ciudad de la Argentina en adoptar el modelo nacido a mediados de los años 1970 en Curitiba (Brasil), que hoy se cuenta entre las pocas ciudades del Tercer Mundo citada como referencia en estudios sobre transporte urbano.

## Referencias

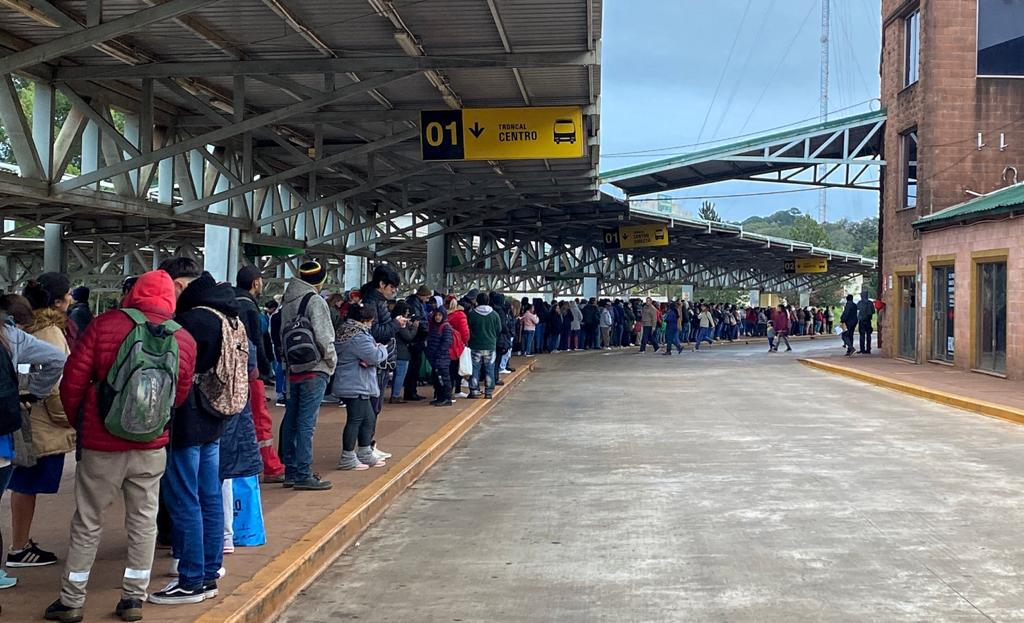
Terminal UNAM Posadas

## Líneas de colectivos
01 Directo
01
02 Hospital
02 Estación 
03 
3 Urquiza
27 Hospital
27 Mercado Central
30 Quaranta